# Токарев, Сергей Александрович
Серге́й Алекса́ндрович То́карев (16 (28) декабря 1899, Тула, Российская империя — 19 апреля 1985, Москва, РСФСР, СССР) — советский этнограф, историк этнографической науки, исследователь религиозных воззрений. Доктор исторических наук (1940), профессор (1943), заведующий (1956—1973) кафедрой этнографии исторического факультета МГУ имени М. В. Ломоносова. Заслуженный деятель науки РСФСР (1971). Лауреат Государственной премии СССР (1987, посмертно).

## Биография
Родился в семье директора гимназии. В 1917 году начал работать преподавателем в школе. В 1921 году поступил на факультет общественных наук, а в 1925-м окончил его. С 1927 года работал научным сотрудником Центрального музея народоведения, где в 1932 году возглавил сектор Севера. Также работал научным сотрудником Московской публичной библиотеки преподавателей Коммунистического университета трудящихся Востока имени И. В. Сталина (КУТВ), Государственной академии истории материальной культуры (ГАИМК) и Центрального антирелигиозного музея. В годы эвакуации возглавлял кафедру истории Абаканского учительского института.
В 1935 году получил степень кандидата исторических наук без защиты диссертации. В 1940 году защитил докторскую диссертацию «Общественный строй якутов в XVII—XVIII вв.» В 1943 году получил звание профессора и был приглашён в созданный в системе АН СССР Институт этнографии (ныне — Институт этнологии и антропологии) им. Н. Н. Миклухо-Маклая на должность заведующего сектором народов Америки, Австралии и Океании. С 1961 года возглавлял сектор этнографии народов зарубежной Европы. Одновременно с 1956 по 1973 год заведовал кафедрой этнографии исторического факультета МГУ.
Вместе с коллегами С. П. Толстовым, Н. Н. Чебоксаровым, Б. О. Долгих, В. И. Чичеровым — им сформирована система этнографического образования, благодаря которой кафедра этнографии МГУ на долгое время получила статус ведущего учебного заведения этого профиля. Токарев читал фундаментальные курсы: «История первобытного общества и основы этнографии», «История религий», «Историография этнографии», «Этнография Австралии и Океании», «Этнография Америки», «Этнография Зарубежной Европы» и ряд других.
Сестра, Вера (1902—1994), — преподаватель пения, в 1920-е годы была первой женой литературоведа Г. Н. Поспелова. Дочь, Евгения, — историк-религиовед, с 2004 года является руководителем Центра по изучению истории религии и Церкви ИВИ РАН.

## Научная деятельность
С. А. Токарев был одним из основателей советской школы этнографии первобытности. Ранние обобщающие труды посвящены проблемам первобытных систем родства, семьи и брака. С конца 1920-х годов одним из первых изучал шаманизм и социальный строй народов Сибири. Начав с этнографии тюркоязычных народов (алтайцев, хакасов, якутов) и бурят исследователь впоследствии заинтересовался социальной организацией и культурной историей аборигенов Австралии и Меланезии, индейскими народами, этнографией народов Зарубежной Европы, этногенезом, материальной и духовной культурой народов СССР. Такое многообразие научных интересов обуславливалось общепризнанным энциклопедизмом ученого.
С 1943 года по поручению НКИД СССР возглавил работу по изучению этнографии и национальных отношений Центральной Европы. Ещё одной сферой научных интересов С. А. Токарева с 1940-х годов стала история русской и зарубежной этнографии. Итогом его многолетней работы стал ряд книг по общим проблемам и методологии этнологии, до сих пор не потерявших своего значения. Его рассуждения о природе этнической общности, которую он рассматривал как общность, основанную «на разных видах социальных связей», положили начало многолетней дискуссии на эту тему.
Важное место в жизни учёного занимала издательская деятельность, ориентированная на интересы самого широкого круга читателей. Под его редакцией вышли работы многочисленных зарубежных авторов: Дж. Дж. Фрезера, Те Ранге Хироа (Питера Бака), А. Элькина, Ю. Липса, Т. Хейердала, П. Уорсли и многих других. Токарев был членом редакционных коллегий многотомных изданий «Сказки и мифы народов Востока», «Исследования по фольклору и мифологии Востока», 20-томника «Страны и народы», главный редактор и автор статей в двухтомной энциклопедии «Мифы народов мира», один из авторов «Атеистического словаря».

## Научные взгляды
В своих трудах Токарев опирался на колоссальный этнографический материал и рассматривает особенности и содержание религиозных верований, условия их появления и развития, а также характеризует исторические обстоятельства возникновения и отличительные черты различных религий, их влияние на формирование мировоззрения на разных этапах эволюции общества. Кроме того, заслугой С. А. Токарева можно считать обсуждение в рамках своих работ и многих вопросов социологии религии. Идеи Токарева оказали влияние на формирование взглядов таких этнологов и религиоведов, как Т. В. Жеребина, Л. Б. Заседателева, Ю. В. Кнорозов, М. Г. Писманик.
Сам С. А. Токарев свои научные средства именовал сравнительно-этнографическим (историко-этнографическим) методом и в статье «О культе гор и его месте в истории религии» противопоставлял его семиотическому методу В. Н. Топорова. Согласно Токареву, наиболее приемлемым подходом к анализу религии является материалистический подход: на примере исследования мифологемы горы он выявляет прямую зависимость форм религиозно-мифологических представлений от исторически и экологически детерминированных условий жизни людей и от форм их материальной деятельности. Семиотический подход, который, в свою очередь, обращается к выявлению связей в знаковых системах, ограничивается чисто умозрительным уровнем, а исследователь, прибегающий к этому подходу, рискует говорить не о конкретном содержании понятий, а о номинальных обозначениях. К примеру, выявление максимально абстрактной связи между понятиями «гора» и «древо жизни» ведет к пренебрежению фактическим содержанием этих понятий, что, с точки зрения Токарева, препятствует пониманию отдельных форм истории религии.
Труды Токарева по происхождению религии и предложенная им классификация ранних форм религии стали этапом в развитии религиоведения. Система классификации религии, созданная Токаревым, получила название морфологической. Анализируя составные элементы исторических религий, исследователь отмечает, что их можно свести к первобытным верованиям и культам тех родоплеменных групп, которые составили этногенетическое полотно данного народа или государства. Основные принципы морфологической классификации религии таковы:
1. Она должна быть построена на основании существенных признаков религии.
2. Основными из классифицирующих признаков должны быть те, которые более наглядны, легче поддаются объективному наблюдению и анализу.
3. Классификация должна подходить к религии как к явлению общественной жизни человека.
4. Классификация религиозных форм должна быть исторической, то есть она должна показать соотношение форм религии не в статике, а в динамике, в развитии, в исторической связи между собой.
5. Классификация не должна быть чисто формальной, она должна подводить исследователя к вопросу о генезисе отдельных форм религии, об их материальной обусловленности.

На основе вышеперечисленных принципов и широкой эмпирической базы Токарев предлагает следующую концепцию: «К числу древнейших по своему происхождению форм религии можно, по-видимому, отнести:
- тотемизм;
- ведовство, вредоносные обряды;
- знахарство;
- эротические обряды;
- погребальный культ;
- раннеплеменной культ (инициации);
- промысловый культ;
- семейно-родовой культ святынь и покровителей;
- патриархальный семейно-родовой культ предков;
- шаманизм;
- нагуализм (культ личных духов-покровителей);
- культ тайных союзов;
- культ вождей;
- культ племенного бога;
- аграрные культы».

В рамках исследования генезиса религии Токарев поднимает вопрос о сущности и происхождении магии. Согласно его работам, магия — одна из существенных, органических частей всякой религии, более того, она является наиболее живучим аспектом религиозных воззрений. Объективное содержание и значение магических актов совершенно различно, разнородно, но объединяет их и позволяет отличить от других форм религии субъективно-психологический фактор. Специфические корни разных видов магии — в соответствующих видах человеческой деятельности. Они возникали и сохранялись тогда, когда человек испытывал беспомощность перед силами природы или перед общественными силами.
Источником культа, согласно Токареву, является страх. Он констатирует, что социально опосредованный страх перед умершими создает почву для культа предков. Боязнь умершего, с точки зрения исследователя, есть не биологический страх смерти, а трепет перед тем, кого боялись при жизни. Этим объясняются обряды «обезвреживания мертвеца»: связывание, ломание костей и т. д.. Страх маркирует беспомощность человека перед внешним миром и получает свое развитие в персонификациях: спиритуализации покойника, злых духах, а впоследствии и богах.

## Награды и звания
- два ордена Трудового Красного Знамени (10.06.1945; 29.12.1979[2])
- орден Дружбы народов (1975)
- медали
- Государственная премия СССР (1987, посмертно) — за 12-томный труд «Страны и народы» (1978—1985)
- премия имени Н. Н. Миклухо-Маклая АН СССР (1969) — за книгу «История русской этнографии»
- премия имени В. П. Волгина АН СССР (1981)
- заслуженный деятель науки РСФСР
- заслуженный деятель науки Якутской АССР (1956)

## Память
Владимир Рафаилович Кабо вспоминал, что Токарев был «…универсальным ученым, этнографом-энциклопедистом… Чему только не посвящены его труды — народам Австралии и Океании, Америки и Европы, якутам и алтайцам, истории русской и западной этнографии. Особое место среди написанного им занимают работы по истории религии. Интерес к религии, прежде всего — к ранним ее формам, прошел через всю его жизнь».

## Основные работы
Авторские монографии
- Докапиталистические пережитки в Ойротии. М.: ОГИЗ-Соцэкгиз, 1936.
- Очерк истории якутского народа. М.: Соцэкгиз, 1940.
- Общественный строй якутов XVII—XVIII вв. — Якутск: Научно-исследовательский институт языка, литературы и истории Якутской АССР. — Якутское государственное издательство, 1945. — 413 с. (Общественный строй якутов XVII—XVIII вв. / Изд.стереотип. — М.: URSS, 2018. — 416 с. ISBN 978-5-397-05927-5 (Академия фундаментальных исследований: Этнология)
- Религиозные верования восточнославянских народов XIX — начала XX века. М.: Изд-во АН СССР, 1957.
- Этнография народов СССР. Изд-во Моск. ун-та, 1958. Переведена на ит. язык — Tokarev Sergej A. URSS: popoli e costume. Bari, Editori Laterza, 1969.
- Религия в истории народов мира. М.: Политиздат, 1964. 2-е изд. М.: Политиздат, 1965. 3-е изд. М.: Политиздат, 1976. 4-е изд. М.: Политиздат, 1986. 5-е изд. М.: Республика, 2005. Переведена на разные языки.
- Ранние формы религии и их развитие. М.: Наука, 1964.
- История русской этнографии. М.: Наука, 1966.
- Истоки этнографической науки. М.: Наука, 1978.
- История зарубежной этнографии. М.: Высшая школа, 1978.
- Religioni del mondo antico dai primitive ai celti. Milano, Teti, 1981.
- Ранние формы религии. Сб. статей. М.: Политиздат, 1990
- Trieste 1946-47 nel diario di un componente sovietico della commissione per i confine italo-jugoslavi. Trieste, Del Bianco editore, 1995.
- Избранное: теоретические и историографические статьи по этнографии и религиям народов мира. М., 1999.

Редактура и участие в коллективных трудах
- Автор статей  в сборнике этнографических материалов «Религиозные верования народов СССР» (М.-Л.: Московский рабочий, 1931, т. 1).
- Отв. редактор: История Якутской АССР. М.: Издательство АН СССР, 1957. Т. 2.
- Отв. редактор и автор глав в многотомной серии «Народы мира. Этнографические очерки»: 1) Народы Австралии и Океании. М., Наука, 1956. 2) Народы Америки. В 2-х томах. М., Наука, 1959. 3) Народы зарубежной Европы. В 2-х томах. М.: Наука, 1964.
- Отв. редактор и автор глав: Основы этнографии. Учебное пособие. М., Высшая школа, 1968.
- Отв. редактор и автор глав: Календарные обычаи и обряды в странах зарубежной Европы. В 4-х томах. М.: Наука, 1973, 1977, 1978, 1983.
- В научно-популярном 20-томном издании «Страны и народы»: 1) Отв. ред.: Зарубежная Европа: Западная Европа. М.: Мысль, 1979. 2) Отв. ред.: Зарубежная Европа: Восточная Европа. М.: Мысль, 1980. 3) Член главной редколлегии: Западная Европа: Северная Европа. М.: Мысль, 1981.
- Отв. редактор: Фрэзер Дж. Дж. Золотая ветвь. М.: Политиздат, 1980. 2-е изд. М.: Политиздат, 1983.
- Отв. редактор: Фрэзер Дж. Дж. Фольклор в Ветхом завете. М., Политиздат, 1985.
- Гл. редактор и автор статей: Мифы народов мира. В 2-х томах. М., Издательство «Советская энциклопедия». 1980–1982. 2-е изд. М., Издательство «Советская энциклопедия», 1987–1988.

Статьи
Автор более 200 статей и предисловий к различным историческим и этнографическим изданиям.
- Токарев С. А. Проблемы периодизации истории религии // Вопросы научного атеизма. Вып. 20. Актуальные проблемы истории атеизма и религии / Редкол. А. Ф. Окулов (отв. ред.); Акад. обществ. наук ЦК КПСС. Ин-т научного атеизма. — М.: Мысль, 1976. — С. 62—87. — 327 с. — 19 200 экз.